# Большевик (Кара-Сууский район)
Большевик (кирг. Большевик) — село в Кара-Сууском районе Ошской области Кыргызстана. Административный центр Жоошского айылного аймака.

## География
Село расположено в северо-западной части области, на берегу арыка Алтыбай, на расстоянии приблизительно 6 километров (по прямой) к югу от города Кара-Суу, административного центра района. Абсолютная высота — 849 метров над уровнем моря.

## Население
Согласно оценочным данным Национального статистического комитета Кыргызской Республики, численность населения села на начало 2023 года составляла 4596 человек.
| год     | 2009 | 2014 | 2015 | 2020 | 2021 | 2023 |
| ------- | ---- | ---- | ---- | ---- | ---- | ---- |
| человек | 3618 | 3812 | 3951 | 4452 | 4516 | 4596 |